# Don Gilmore
Don Gilmore fut le producteur de Linkin Park pour les albums Hybrid Theory et Meteora et d'Avril Lavigne pour l'album Under My Skin, il est actuellement producteur du 11e album de Korn  .